# 伊世高
伊世高（琉球語：／  ?；1686年—1749年），和名惣慶親雲上忠義（琉球語：／ ），童名思加那，號惠岳，是琉球国第二尚氏王朝著名琉歌歌人，琉球三十六歌仙之一。

## 概要
伊世高生於康煕二十五年十一月十一，為伊氏惣慶地頭七世，父親為伊善達（惣慶親雲上忠恆）。康熙四十年二月十一以16歲之齡出仕，任小赤頭，同年八月十六結欹髻。30歲時執筆編撰琉球國御系圖，叙黄冠。雍正七年（1729年）閏七月初三被告獲罪，流放至八重山群島，三年後六月初一蒙尚敬王免罪歸鄉，到雍正十三年六月十五日叙筑登座敷。乾隆三年六月初八繼承父親的金武間切惣慶地頭職，四日後陞黄冠。可是到了乾隆十年（1745年）十二月十六，伊世高又被奏訴，被流放至宮古島，至乾隆十四年十月三十逝世，享年六十四歲。 
伊世高精通和歌、和文、琉歌，《沖繩集》載有他的和歌作品《寄露無常》。
はかなくも同じつゆなる身をもちて 草葉の上をよそに見るかな

## 外部連結
- 惣慶忠義 （页面存档备份，存于）